# Michelangelo Tilli
 (février 2022).
Si vous disposez d'ouvrages ou d'articles de référence ou si vous connaissez des sites web de qualité traitant du thème abordé ici, merci de compléter l'article en donnant les références utiles à sa vérifiabilité et en les liant à la section « Notes et références ».
Michelangelo Tilli est un botaniste italien, né le 10 avril 1655 à Castelfiorentino (Toscane) et mort à Pise le 13 mars 1740.

## Biographie
Né, en 1655, à Castelfiorentino, il fit ses études à l’Université de Pise, et en 1677, alla s’établir à Florence et fut nommé médecin des galères toscanes. Dans un voyage qu’il fit aux îles Baléares, il en reconnut le sol et les productions. Il se rendit ensuite à Constantinople, pour soigner la santé du gendre du grand-seigneur. Tilli, qui s’était rendu au camp des ottomans, à Belgrade, fut témoin de la déroute de leur armée, sous les murs de Vienne. Il en suivit le mouvement jusqu’à Andrinople, et aux approches du printemps, il s’embarqua pour visiter les îles de la mer Egée et les rives du Bosphore. De retour à Florence, il prit possession de la place de directeur du jardin botanique de Pise. Il allait se livrer à ces nouvelles fonctions, lorsque le bey de Tunis, atteint d’une maladie grave, désira être traité par le docteur. Le grand-duc Cosme III, resté en rapports d’amitié avec les puissances barbaresques, n’opposa aucun obstacle au départ de Tilli, qui après avoir rendu la santé au bey, en obtint la permission d’herboriser sur un terrain inconnu et tout couvert des ruines de Carthage. Encouragé par l’exemple de Redi, il avait étendu la sphère de ses spéculations. À des observations barométriques, qui n’ont pas été publiées, il fit succéder une suite d’expériences à l’aide d’une machine pneumatique, fabriquée sous les yeux de Musschenbroek, et dont l’électrice palatine venait de faire présent à l’académie de Pise. Il chercha aussi à déterminer la quantité d’eau qui tombe chaque année sur le territoire de celte ville : cette dernière expérience lui avait été suggérée par Derham, au nom de la Royal Society de Londres, dont il fut proclamé membre. Mais le but principal de Tilli était l’agrandissement du jardin public de Pise. Il entretenait une correspondance très active avec les plus illustres botanistes de l’Europe, et on lui permit d’envoyer un de ses élèves pour examiner les plantes exotiques rassemblées à grands frais, par le célèbre Commelijn, dans les jardins d’Amsterdam. Ce fut par ses soins assidus et par son zèle éclairé que l’on vit pour la première fois (1715), en Italie, fleurir l’aloès et le caféier, que le savant hollandais s’était en vain efforcé de faire prospérer dans les marais de sa patrie. Non content d’avoir enrichi le jardin qui lui était confié, Tilli se proposa d’en publier le Catalogue, travail remarquable pour l’époque à laquelle il appartient, mais qui laisse à désirer une plus grande précision dans les détails. On prétend que l’auteur, accablé de la perte inattendue d’un de ses frères, n’avait pas eu le temps de s’occuper de la révision de ses manuscrits. Ce qui doit faire admettre une telle excuse, c’est que les fautes reprochées à cet ouvrage sont trop évidentes pour qu’on puisse les croire volontaires. En partageant son temps entre les études de la nature, la pratique de la médecine et l’instruction de la jeunesse, Tilli atteignit un âge très-avancé, et mourut octogénaire, à Pise, le 13 mars 1740.

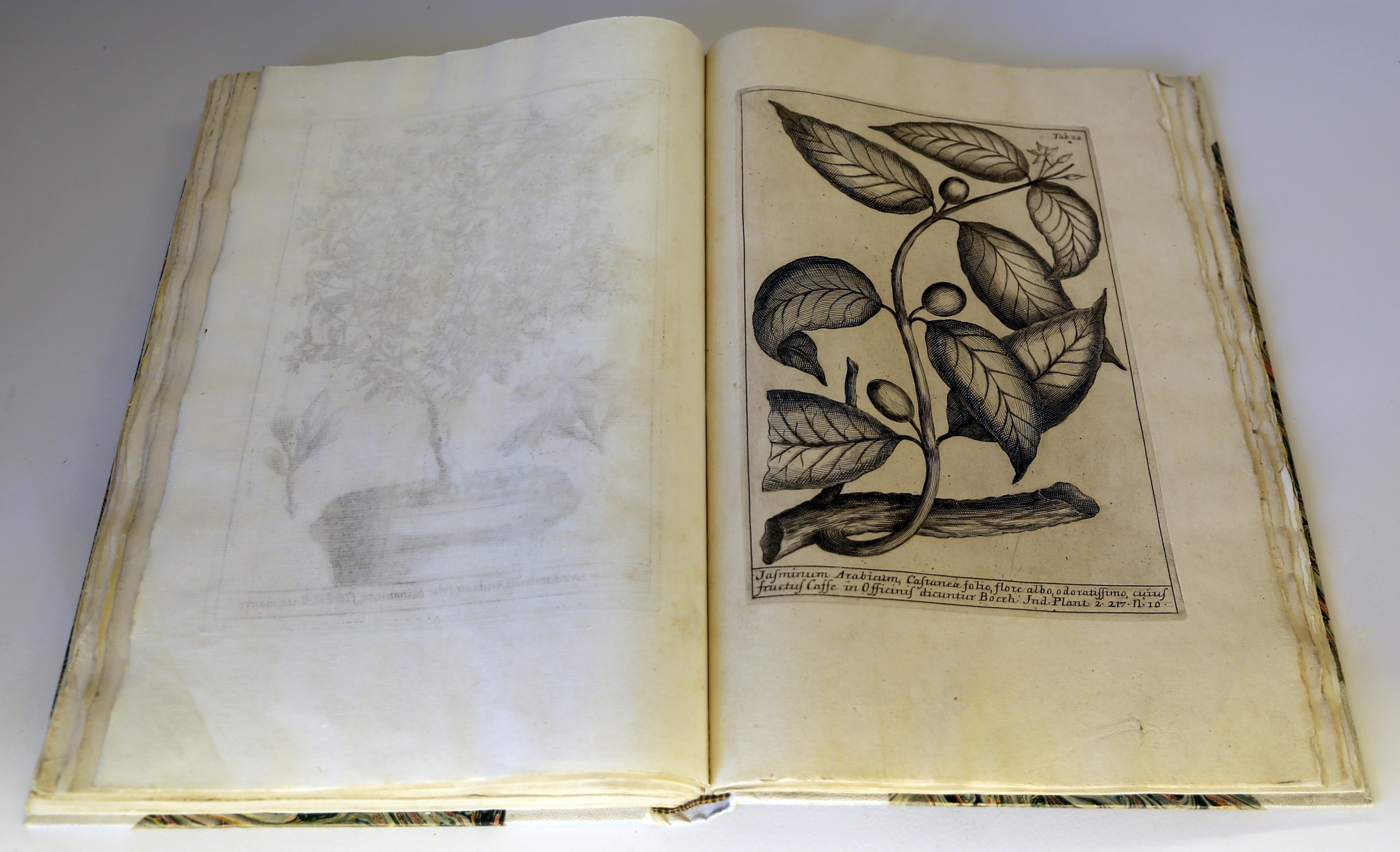
Michelangelo Tilli, Catalogus plantarum horti Pisani, Florence, 1723.

On n’a de lui que l’ouvrage dont on vient de parler, et qui est intitulé : Catalogus plantarum horti Pisani, Florence, 1723, in-fol., orné de 53 planches. Il contient la description d’environ cinq mille plantes. Voy. l’Éloge de Tilli, par Fabroni ; Vitæ Italorum, etc., IV, 175 ; et Calvi, Commentarium inserviturum historiæ Pisani vireti botanici, Pise, 1777, in-4°.